# Abbaye Sainte-Marie de l'Eula
L'abbaye Sainte-Marie de l'Eula fondée en 1153 au Soler dans les Pyrénées-Orientales était l'un des trois monastères de cisterciennes fondés par l'abbaye de Fontfroide avec Rieunette et Les Olieux.

## Localisation
L'abbaye de Leule était située au Soler, dans le département français des Pyrénées-Orientales. L'actuelle église Sainte-Marie de l'Eula en marque l'emplacement.

## Historique
Fondée par Fontfroide sa présence est attestée en 1174 mais elle disparaît rapidement en proie aux troubles de l'époque. Les religieuses en sont chassées une première fois par Philippe le Hardi dès 1285 puis par les brigands des Grandes compagnies. En 1365 elles avaient déjà quitté les lieux pour se mettre à l'abri derrière les murs de Perpignan.

## Architecture et description
Les bâtiments reprenaient le plan de l'abbaye d'Ardorel, classique dans les Pyrénées-orientales. L'ensemble fut transformé en un mas qui subsiste toujours comme l'église Sainte-Marie de l'Eula de type roman.